# Grisedale Tarn
Der Grisedale Tarn (nicht zu verwechseln mit dem Grizedale Tarn im Grizedale Forest) ist ein Bergsee im Lake District, Cumbria, England. Der Tarn liegt zwischen dem Dollywagon Pike im Norden und dem Fairfield im Süden. Der See liegt in 538 Meter Höhe und hat eine Tiefe von ungefähr 34 Meter.
Der Grisedale Beck ist der Ausfluss des Grisedale Tarn.
Im See leben Bachforellen, Aal und Barsche.

## Geschichte
Der Legende nach liegt die Krone von König Dunmail in diesem See.
Am Ausfluss des Sees markiert der Brother's Parting Stone den Ort, an dem sich William Wordsworth und sein Bruder John das letzte Mal sahen, bevor letzterer 1805 als Kommandant mit dem Schiff Earl of Abergavenny unterging.

## Bilder

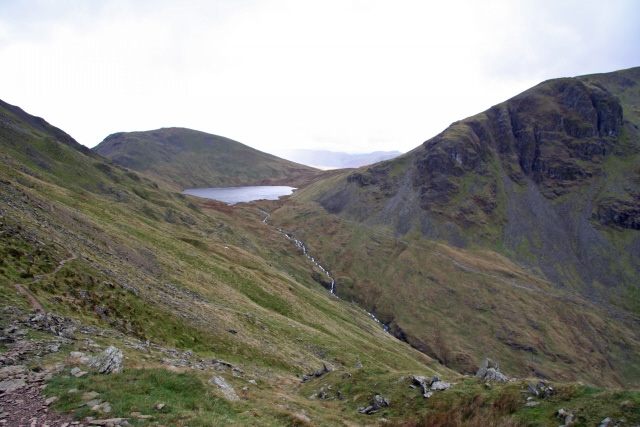
Blickrichtung Westen
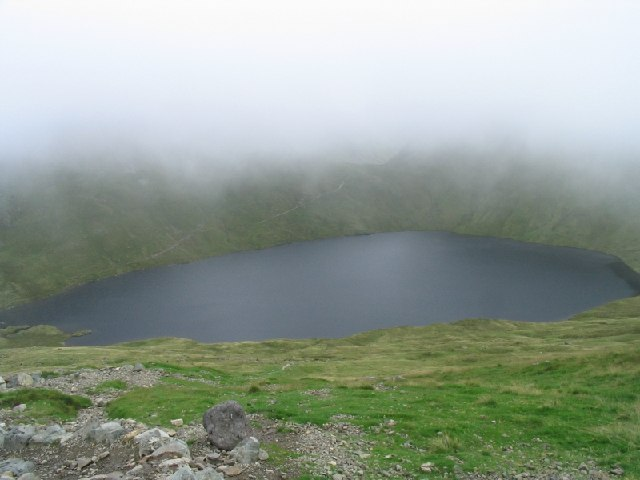
Blickrichtung Süden